# 요네자와 마도카
요네자와 마도카(일본어: 米澤 円 よねざわ まどか[*], 1982년 8월 30일 ~ )는 일본의 여성 성우. 오사카부 출신. 81프로듀스 소속.